# Hyperolius sankuruensis
Hyperolius sankuruensis (tên tiếng Anh: Omaniundu reed frog) là một loài ếch thuộc họ Hyperoliidae. Đây là loài đặc hữu của Cộng hòa Dân chủ Congo. Môi trường sống tự nhiên của chúng là đầm nước, đầm nước ngọt, và đầm nước ngọt có nước theo mùa. Năm 2010, loài này được thấy lần đầu tiên kể từ khi được mô tả vào năm 1979.